# Vernal
Vernal är administrativ huvudort i Uintah County i Utah. Orten hade 9 089 invånare enligt 2010 års folkräkning.